# Messestadt Ost (métro de Munich)
Messestadt Ost (en allemand : U-Bahnhof Messestadt Ost) est une station terminus de la ligne U2 du métro de Munich. Elle est située sous la Willy-Brandt-Allee dans le secteur Trudering-Riem, à Munich en Allemagne. Elle dessert notamment le Centre des expositions de Munich.
Mise en service en 1999, elle est desservie par les rames de la ligne U..

## Situation sur le réseau

Plan du métro (2020).

Établie en souterrain, Messestadt Ost est la station terminus sud-est de la ligne U2 du métro de Munich. Elle est située avant la station Messestadt West, en direction du terminus nord Feldmoching,.
Elle dispose d'un quai central encadré par les deux voies de la ligne U2,.

## Histoire
Le nom de planification de la gare est "Riem Ost" ou "Neu-Riem Ost". La station ouvre le 29 mai 1999. Les parois derrière la voie sont en béton, dessus est vissé de l'aluminium ondulé qui évoque les avions qui ont atterri à l'aéroport de Munich-Riem. La plate-forme est éclairée par deux tubes lumineux, la lumière étant réfléchie par une construction de réflecteur incurvé. Le sol est recouvert de dalles de granit, avec des bandes rouges qui traversent la plate-forme à travers les voies. À l'extrémité est, des escalators et des escaliers fixes mènent à un étage verrouillé, où l'on peut voir des photos de la période de construction. À la sortie se trouve un cadran solaire en forme d'entonnoir, on peut lire l'heure sur le mur extérieur.

## Services aux voyageurs

### Desserte
La station est desservie par le MVG-Classe B et MVG-Classe C.

Installations et desserte
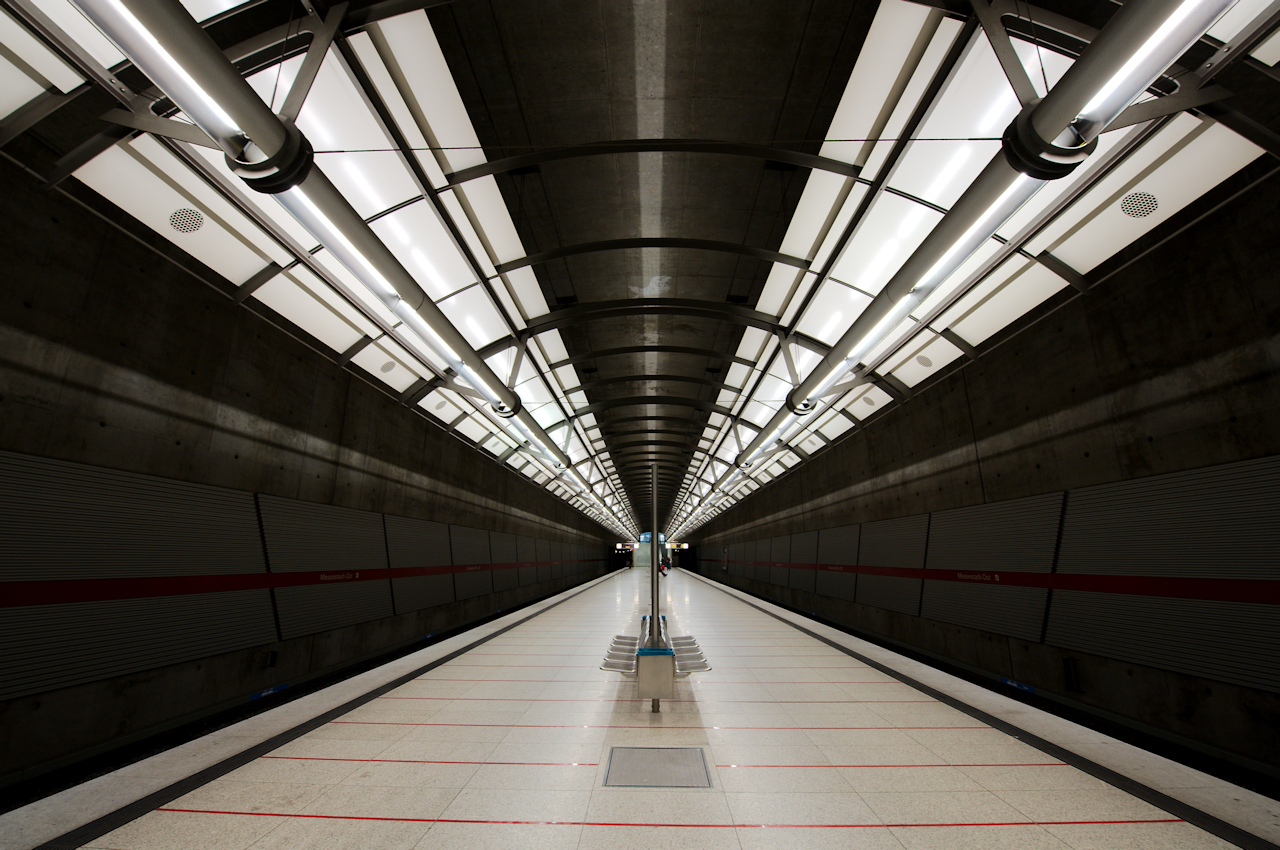
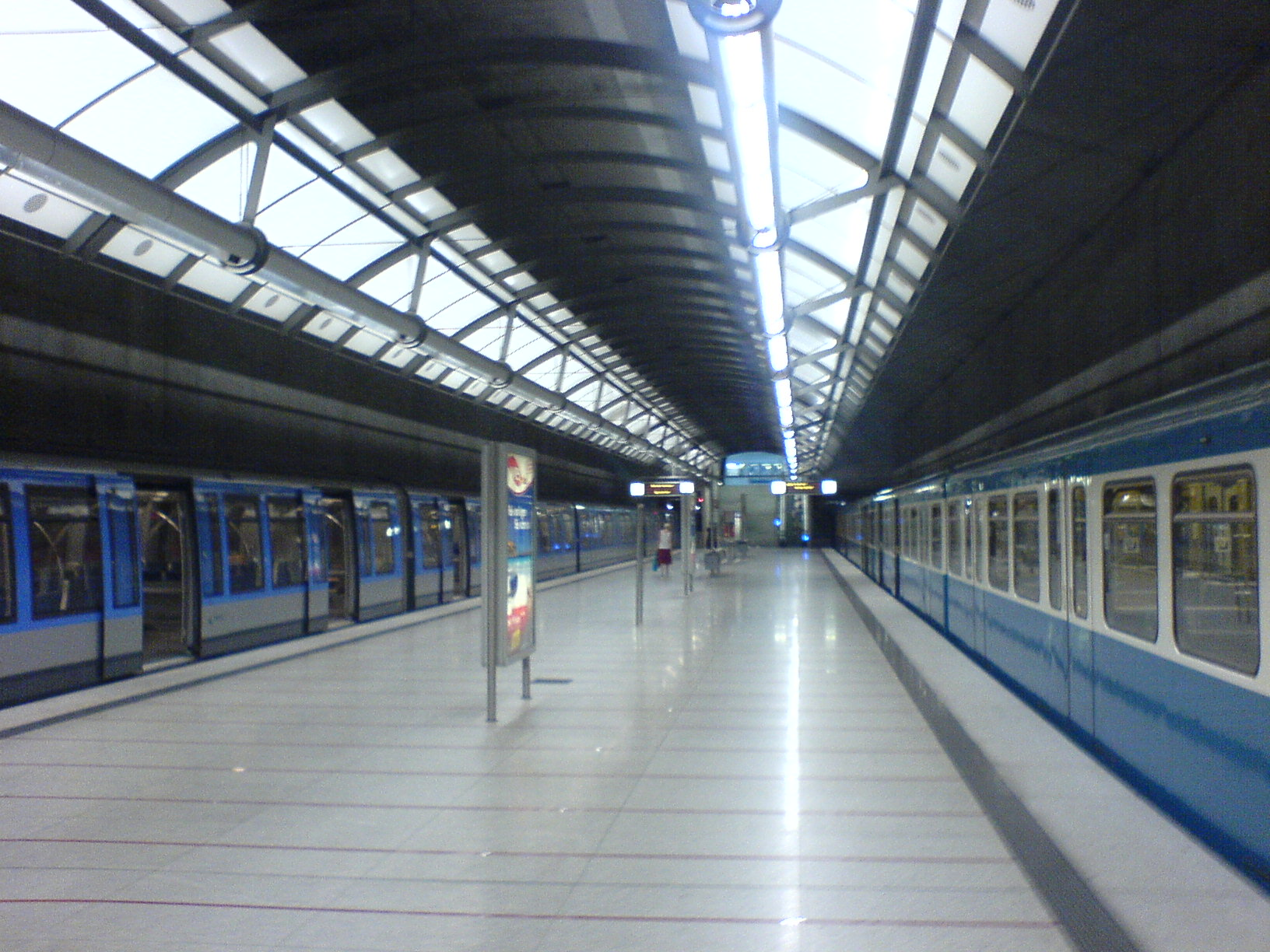

### Intermodalité
La station est en correspondance avec les lignes de bus 186, 190, 234, N74 et X400.
La station dispose d'un parking-relais.